# روبرت تي ليونز
روبرت تي ليونز (بالإنجليزية: Robert T. Lyons)‏ هو مهندس معماري أمريكي، ولد في 23 فبراير 1873، وتوفي في 15 مايو 1956.